# ليو هنغ (كاتب)
ليو هنغ (بالصينية: 刘恒) (مايو 1954، بكين في الصين)؛ كاتب سيناريو وروائي صيني.